# Werkkleding
Werkkleding of bedrijfskleding is speciale kleding die het werken veiliger of gemakkelijker maakt, of door de overheid verplicht is, of bij een bedrijf wordt gedragen voor een representatief uiterlijk.
Enkele voorbeelden van werkkleding:
- Overall, waardoor de kleding eronder schoon blijft.
- Toga, voor een rechter, griffier en advocaat.
- Een chirurg heeft speciale werkkleding, net als een verpleegkundige.
- Een kok heeft vaak speciale werkkleding (koksmuts, sloof).
- Politie en brandweer dragen uniformen voor de herkenbaarheid en veiligheid.
- Mensen die langs de weg werken hebben vaak speciale reflecterende kleding voor een grote zichtbaarheid.
- In de voeding- en horeca sector moeten de werknemers speciale kleding, die moet voldoen aan de HACCP-norm te dragen, zoals een haarnet of kleding met drukknopen.
- Een chemicus in het laboratorium kan een laboratoriumjas dragen. Vroeger moest een labojas van 100% katoen zijn, maar ondertussen weet men dat een combinatie polyester/katoen veel steviger en veiliger is.
- Vissers dragen vaak water- en winddichte overkleding uit oliegoed. Traditioneel hoort daar een zuidwester bij.
- Timmerlieden en loodgieters dragen stevige beschermende werkbroeken met veel zakken en lussen om klein gereedschap bij zich te dragen.
- Stewards en stewardessen onder andere in treinen, boten en vliegtuigen dragen een speciale outfit om er representatief uit te zien.
- Winkelpersoneel draagt ook vaak speciale kleding.
- Het boordtenue dat men bij de marine aan boord als werkkleding draagt.
- Avondkleding zoals rokkostuums en avondjurken waarin solisten in de klassiekemuzieksector optreden.

Vaak zijn hygiëne en veiligheid de belangrijkste redenen voor werkkleding. Andere redenen kunnen zijn, wetgeving en bedrijfsimago. Een vorm van werkkleding kan ook een uniform zijn. Bij een professionele sporter spreekt men niet van werkkleding, maar van sportkleding. Een ruimtepak voor een astronaut wordt ook geen werkkleding genoemd.

## Leveranciers
- DASSY Europe
- Engelbert Strauss
- HAVEP (Textielfabrieken H. van Puijenbroek)